# William Kirschbaum
William Kirschbaum   (Fort Williams, 5 de novembre de 1902 - San Mateo, 29 d'abril de 1953) va ser un nedador estatunidenc que va competir durant la dècada de 1920.
El 1924 va prendre part en els Jocs Olímpics de París, on va guanyar la medalla de bronze en la prova dels 200 metres braça del programa de natació.